# Dialytrichia fragilifolia
Dialytrichia fragilifolia là một loài Rêu trong họ Pottiaceae. Loài này được (Bizot & Cl. Roux) F. Lara mô tả khoa học đầu tiên năm 2005.